# بي إن سبورتس العربية
بي إن سبورتس العربية هي باقة قنوات رياضية ناطقة باللغة العربية تابعة لمجموعة بي إن الإعلامية تأسست في عام 1 أغسطس/آب 2003 باسم الجزيرة الرياضية كأحد فروع قناة الجزيرة، بدأت البث في 1 نوفمبر 2003 كقناة واحدة ثم تحولت إلى مجموعة من القنوات في 27 أغسطس 2005. وفي 1 يناير 2014 جرى تغير اسمها ليصبح بي إن سبورت وتصبح في جعبتها باقة من القنوات المجانية والمشّفرة تحت شبكة بي إن الإعلامية.
تملك بي إن سبورتس الحقوق الحصرية في منطقة الشرق الأوسط ومنطقة شمال أفريقيا لبث كثير من المسابقات والبطولات الرياضية، فهي تمتلك حق نقل بطولات كرة القدم الكبرى مثل كأس العالم ودوري أبطال أوروبا والدوري الإنجليزي والدوري الإسباني وغيرها من بطولات كرة القدم وبطولات التنس وغيرها من البطولات والألعاب.

## تاريخ القناة

### تأسيس قناةالجزيرة الرياضية
صدر قرار إنشاء الجزيرة الرياضية من قبل رئيس مجلس إدارة قناة الجزيرة الفضائية في 5 أغسطس 2003، وبدأ البث التجريبي في 30 أغسطس 2003 من نفس الشهر والسنة، حيث اقتصر البث على مباريات الدوري الإسباني يومي السبت والأحد فقط من كل أسبوع. وكان يوم السبت 1 نوفمبر 2003 تاريخ بداية البث الرسمي، وقد صادف هذا التاريخ الذكرى السابعة لانطلاقة قناة الجزيرة الإخبارية.

### شراء قنواتart سبورت
في يوم الثلاثاء 24-11-2009 أعلنت الجزيرة الرياضية رسميا بعد شائعات في مواقع الإنترنت الرياضية عن شرائها قناة إيه آر تي الرياضية وعلامتها التجارية، في مؤتمر عقد في فندق ريتز كارلتون في العاصمة الدوحة. اتضح خلال المؤتمر أن المفاوضات أسفرت عن انتقال كافة الحقوق إلى الجزيرة الرياضية بما فيها بطولتا كأس العالم في جنوب أفريقيا والبرازيل وكأس أمم أفريقيا 2010 و2012 والتصفيات الإفريقية المؤهلة إلى كأس العالم 2010، لتضاف إلى رصيد القناة من البطولات الأخرى كبطولة دوري أبطال أوروبا والدوري الإسباني والدوري الإيطالي.

### شراء حقوقالدوري الإنجليزي
في 15 يوليو/تموز 2013 أعلنت الجزيرة الرياضية أنها حصلت على حقوق بث الدوري الإنجليزي الممتاز في الوطن العربي (رسميا منطقة الشرق الأوسط وشمال أفريقيا) لمدة ثلاث سنوات تبدأ من موسم 2013-2014 , تنتهي بنهاية موسم 2015-2016. وفي 1 نوفمبر/تشرين الثاني 2015 أعلن ناصر الخليفي عن تجديد حقوق بث الدوري الإنجليزي الممتاز لكرة القدم، لثلاثة مواسم قادمة حتى نهاية موسم 2018-2019.

### توحيد الاسم وإطلاق بي إن سبورت العربية
أصبحت القناة منذ 2014 تسمى بي إن سبورت، وأصبحت القنوات موزعة حسب التوزيع الجغرافي، منها: بي إن سبورت العربية وبي إن سبورت الفرنسية، وغيرهم.

## الشعارات

شعار الجزيرة الرياضية 2003-2009
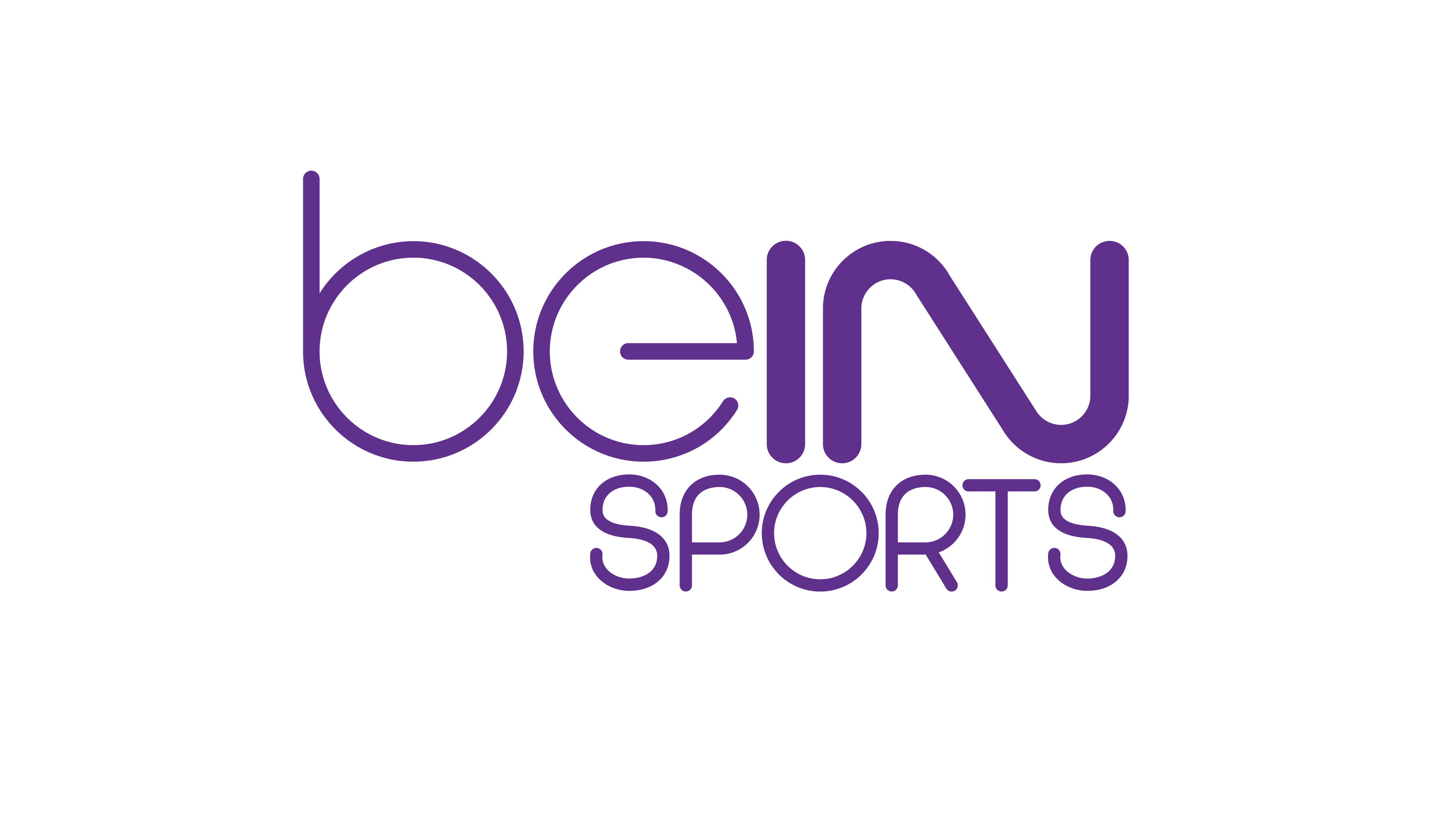
شعار بي إن سبورتس 2014-2016
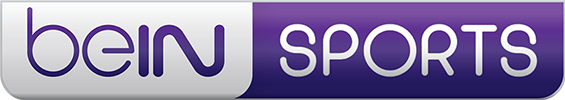
شعار بي إن سبورتس منذ 2016

## البرامج والبطولات

### البطولات المنقولة
قائمة بأهم البطولات المنقولة.

#### كرة القدم
| - كأس العالم - كأس القارات - كأس العالم للأندية - كأس الأمم الأوروبية لكرة القدم - كأس الأمم الأفريقية لكرة القدم - كوبا أمريكا - دوري أبطال أوروبا - دوري أوروبا - كأس السوبر الأوروبي - دوري أبطال أفريقيا - كأس السوبر الأفريقي - كأس الكونفيدرالية الأفريقية - تصفيات كأس العالم لكرة القدم 2022 (أوروبا) - تصفيات بطولة أمم أوروبا 2020 - بطولة أمم إفريقيا للمحليين 2018 - تصفيات كأس الأمم الأفريقية لكرة القدم 2019 - تصفيات كأس العالم لكرة القدم 2018 (أفريقيا) - تصفيات كأس العالم لكرة القدم 2018 (آسيا) | - الدوري الإسباني - الدوري الإنجليزي الممتاز - الدوري الفرنسي - الدوري الألماني - دوري البطولة الإنجليزية - الدوري الإنجليزي الدرجة الأولى - الدوري الإسباني الدرجة الثانية - الدوري الفرنسي الدرجة الثانية - كأس الاتحاد الإنجليزي - كأس الرابطة الإنجليزية - كأس فرنسا - كأس الرابطة الفرنسية | - كأس السوبر الإنجليزي - كأس السوبر الفرنسي - دوري نجوم قطر - كأس قطر - كأس السوبر القطري - كأس أمير قطر - تصفيات كأس العالم لكرة القدم 2018 (كونميبول) - كأس العالم تحت 20 سنة لكرة القدم - كأس العالم تحت 17 سنة لكرة القدم - كأس الأمم الأفريقية تحت 23 سنة لكرة القدم - بطولة أفريقيا تحت 20 سنة لكرة القدم 2017 - بطولة أفريقيا تحت 17 سنة لكرة القدم - بطولة آسيا تحت 23 سنة لكرة القدم 2018 - بطولة آسيا لكرة القدم الخماسية - بطولة أمم أوروبا لكرة القدم داخل الصالات |

| - ان بي ايه تي في - NBA - كأس العالم لكرة السلة - كأس أمم أوروبا لكرة السلة - كأس أمريكا الجنوبية والشمالية لكرة السلة - كأس أمم آسيا لكرة السلة - الدوري الأوروبي لكرة السلة - بطولات الموتو جي بي - كريكت أستراليا. - الدور ي الهندي لكريكت | - دورة رولان غاروس الدولية - بطولة ويمبلدون للتنس - بطولة أميركا المفتوحة - دورات الأساتذة للتنس - كأس الماسترز للتنس - دورات الأساتذة للتنس - دورات الماسترز 1000 نقطة - دورات الماسترز 500 نقطة - دورات الماسترز 250 نقطة - بطولة قطر المفتوحة للسيدات - بطولة أستراليا المفتوحة للتنس - بطولة روتردام للتنس - بطولة قطر المفتوحة للتنس | - دوري أبطال أوروبا لكرة اليد - الدوري الفرنسي لكرة اليد - بطولة أوروبا لكرة اليد للرجال - بطولة آسيا لكرة اليد للرجال - بطولة العالم للأندية لكرة اليد رجال 2010 - الدوري الإيطالي لكرة الطائرة - الدوري العالمي لكرة الطائرة - بطولة العالم لكرة الطائرة |

## باقة القنوات
قائمة قنوات الباقة الرياضية.
- قناة بي إن سبورتس  (قناة مشفرة دوري أبطال أوروبا للسيدات الدوري القطري)
- قناة بي إن سبورتس الإخبارية ( قناة مشفرة نشرات أخبار الرياضة)
- قناة بي إن سبورتس 1  (الدوري الاسباني)
- قناة بي إن سبورتس 2  (الدوري الفرنسي)
- قناة بي إن سبورتس 3
- قناة بي إن سبورتس 4
- قناة بي إن سبورتس 5
- قناة بي إن سبورتس 6 (إن بي أيه)
- قناة بي إن سبورتس 7
- قناةبي إن سبورتس بريميوم 1 (الدوري الإنجليزي)
- قناة بي إن سبورتس بريميوم 2
- قناة بي إن سبورتس بريميوم 3
- قناة بي إن سبورتس أكسترا 1
- قناة بي إن سبورتس أكسترا 2
- قناة بي إن سبورتس آسيا
- قناة بي إن سبورتس آسيا 1
- قناة بي إن سبورتس آسيا 2
- قناة بي إن سبورتس آسيا 3
- قناةبي إن 4K
- قناة بي إن سبورتس الإنجليزية 1
- قناة بي إن سبورتس الإنجليزية 2
- قناة بي إن سبورتس الإنجليزية 3
- قناة بي إن سبورتس الفرنسية 1
- قناة بي إن سبورتس الفرنسية 2
- قناة بي إن سبورتس الفرنسية 3
- قناة بي إن سبورت إن بي أي
- قناة بي إن سبورتس ماكس 1
- قناة بي إن سبورتس ماكس 2
- قناة بي إن سبورتس ماكس 3
- قناة بي إن سبورتس ماكس 4
- قناة بي إن سبورتس ماكس 5
- قناة بي إن سبورتس ماكس 6
- قنوات الكأس الرياضية (5,6,7,8)

## الترددات
- تنقل مجموعة بي إن قنواتها على عدة آقمار وبعدة ترددات.[20][21]

| القمر الصناعي | التردد Frequency | الاستقطاب Polarization | معدل الرمز Symbol Rate | الإرسال transmission | التصحيح FEC | التضمين Modulation | القناة                                                           |
| ------------- | ---------------- | ---------------------- | ---------------------- | -------------------- | ----------- | ------------------ | ---------------------------------------------------------------- |
| نايل سات      | 11013            | أفقي                   | 27500                  | DVB-S2               | 2/3         | 8PSK               | 1، 3، بريميوم 1، بريميوم 2، ماكس 2، ماكس 3                       |
| نايل سات      | 11054            | أفقي                   | 27500                  | DVB-S2               | 2/3         | 8PSK               | المفتوحة، 2، 4، 5، 6، بريميوم 3                                  |
| نايل سات      | 12064            | أفقي                   | 27500                  | DVB-S2               | 2/3         | 8PSK               | الإخبارية، 7، أكستر 1، أكسترا 2، ماكس 1، ماكس 4، ماكس 5، ماكس 6  |
| نايل سات      | 12245            | عمودي                  | 27500                  | DVB-S2               | 2/3         | 8PSK               | آسيا، آسيا 1، آسيا 2، آسيا 3                                     |
| سهيل سات      | 11547            | عمودي                  | 27500                  | DVB-S2               | 2/3         | 8PSK               | 1، 3، بريميوم 1، بريميوم 2                                       |
| سهيل سات      | 11585            | عمودي                  | 27500                  | DVB-S2               | 2/3         | 8PSK               | 2، 4، 6، آسيا، بريميوم 3، ماكس 1                                 |
| سهيل سات      | 11623            | عمودي                  | 27500                  | DVB-S2               | 2/3         | 8PSK               | 5، 7، آسيا 1، ماكس 2، الإنجليزية 1، الإنجليزية 2                 |
| سهيل سات      | 11642            | أفقي                   | 27500                  | DVB-S2               | 2/3         | 8PSK               | آسيا 2، ماكس 3، الإنجليزية 3، الفرنسية 1، الفرنسية 2، الفرنسية 3 |
| سهيل سات      | 11566            | أفقي                   | 27500                  | DVB-S2               | 2/3         | 8PSK               | المفتوحة، الأخبارية، آسيا 3، ماكس 4، nba                         |
| سهيل سات      | 10890            | أفقي                   | 27500                  | DVB-S2               | 2/3         | 8PSK               | ماكس 6                                                           |
| سهيل سات      | 11310            | أفقي                   | 27500                  | DVB-S2               | 2/3         | 8PSK               | ماكس 5                                                           |
| سهيل سات      | 11180            | أفقي                   | 27500                  | DVB-S2               | 2/3         | 8PSK               | 4K                                                               |
| سهيل سات      | 10850            | أفقي                   | 27500                  | DVB-S2               | 2/3         | 8PSK               | أكسترا 1، أكستر 2                                                |
| سهيل سات      | 10770            | عمودي                  | 27500                  | DVB-S2               | 3/4         | 8PSK               | قنوات الكأس 5، 6، 7، 8                                           |

## قضايا واجهت القناة

### تشويش تغطية القناة اثناء كأس العالم
تعرضت القناة لموجه تشويش لقنواتها الناقلة لكاس العالم بجنوب أفريقيا 2010 على قمر النايل سات خصوصا في اليومين الأولين وهذا ما اثار الرأي العام العربي باعتبارها الناقل الحصري لحقوق الوطن العربي.وفعلا بدأت التهم تظهر فيما أكتفت القناة بأصدار بيان ينص على حقها بمطاردة المخربين على بثها في النايل سات.
يذكر ان القناة اوجدت حلول كثيره واصدرت باقات على اقمار مختلفه لمحاولة تقليل تأثير التشفير على مشتركيها وتعاقدت مع شركات عدة لمحاولة معرفة الموقع الجغرافي الباث لموجات التشويش على تردداتها. وظهر لاحقا ان تشويش مصدرة الأردن وقد كانت بي إن سبورت اتهمت مصر بطريقة غير مباشرة بانها مصدر ذلك التشويش.
قالت صحيفة الغارديان البريطانية إن التشويش على قناة بي إن سبورت خلال بثها لمباريات كاس العالم لجنوب أفريقيا السابقة كان مصدره الأردن وتحديدا من السلط. وكانت شبكة قنوات بي إن سبورت قالت في شهر حزيران الماضي من عام 2010 إنها ستقاضي شركة النايل سات للأقمار الصناعية نتيجة التشويش الذي تعرض له إرسال بي إن سبورت خلال بث مباراة افتتاح كأس العالم جنوب أفريقيا 2010. وآنذاك سعت بي إن سبورت إلى نقل بث المباريات مدفوعة الثمن عبر القمرين الاصطناعيين عرب سات والأوروبي «هوت بيرد». واتهمت بي إن سبورت القطرية جهات لم تسمها بالتشويش على القمر الصناعي نايل سات والتأثير على نقل المباريات ودعت القناة مشاهديها للتحول إلى قمري عربسات ونورسات لتفادي التشويش.
في المقابل، كشفت مصادر داخل قناة بي إن سبورت آنذاك عن تحقيقات اولية بخصوص التشويش المتعمد على بث القناة الحصري لبطولة كاس العالم، وقالت المصادر ان الاتهام الأولي يتجه نحو إسرائيل التي استخدمت تقنيات متطورة في هذا الصدد. وتأكيدا لاتهامات بي إن سبورت لإسرائيل، شكا مواطنون من انقطاع بث المباريات أكثر من مرة وبشكل مفاجيء، بينما كان بث القناة الإسرائيلية الثانية يحل محل البث المباشر لبعض المباريات، وبخاصة خلال مباراة غانا وصربيا. وواصلت عمليات التشويش على قنوات بي إن سبورت على النايل سات أكثر من يوم على التوالي، حيث تنقل قناة بي إن سبورت كاس العالم 2010 حصرياً. وقد ذكرت إدارة (نايل سات) أن هناك عمليات تداخل متعمد من مصدر مجهول على القمر نايل سات 101 خلال بعض المباريات. ولم يستطع المتابعين لمباراة الجزائر وإنجلترا إلا مشاهدة فترات محدودة من المباراة وبالذات في الشوط الثاني حيث كان التشويش يستمر لمدة خمس إلى عشر دقائق، وكانت القناة قد ذكرت في بيان بث على قنواتها أن التشويش متعمد لكن لم تتخذ القناة حلول واضحة للمشتركين على قنوات النايل سات.
وذكرت الـ «غارديان» أن وثائق سرية حصلت عليها حصرياُ تتبعت خمساً من حالات التشويش التي حصلت خلال البطولة لمنطقة قريبة من السلط بداخل الأردن "بالتأكيد" وهو ما أكدته فرق فنية باستخدام تكنولوجيا نظام التموضع العالمي - مضيفة أن الإحداثيات للمكان الذي صدر منه التشويش كان 3-5 كم من 32.125 شمالاً و35.766 شرقاً.ويقول خبراء بحسب ما تدعي (الغارديان) انه من غير المرجح أن التشويش قد تم القيام به من دون معرفة السلطات الأردنية وذلك لأن القضية معقدة جداً ولأن التشويش ينطوي على إرسال إشارات الراديو أو التلفزيون والتي تعطل بشأنها الإشارة الأصلية لمنع الاستقبال على الأرض وهي عملية غير قانونية بموجب المعاهدات الدولية. وأضافت الصحيفة أن الملك عبد الله الثاني - المشجع المتحمس لرياضة كرة القدم - كان قد بعث مستشاراً مقرباً للتفاوض على صفقة مع قناة بي إن سبورت. وكان اشتكى أحد المسؤولين الأردنيين عقب انهيار الصفقة عشية أفتتاح البطولة بقوله ان "موقف شبكة بي إن سبورت كان مبنياً على أجندة سياسية وليس له أي علاقة بالأعمال التجارية أو أي أغراض أخرى" مضيفاً أن ما قامت به وتقوم به بي إن سبورت هو عقاب الشعب الأردني الذي يجرى حب الرياضة في دمائهم".
وقالت مصادر في مقر قناة الجزيرة كما ذكرت الـ «غارديان» أن الأردن كان قد طلب في وقت سابق من القناة توفير شاشات تلفزيون عملاقة في أماكن عامة تمكن الأردنيين من مشاهدة المباريات مجانا. ورفضت شبكة الجزيرة ذلك لأن دولاً عربية أخرى ستتوقع معاملة تفضيلية مماثلة.

### قرصنةبي آوت كيو
في حزيران/يونيو 2017؛ وكجزءٍ من الأزمة الدبلوماسية التي اندلعت بين أربع دول عربية من بينها السعودية ودولة قطر بشأنِ «التمويل المزعوم» لهذهِ الأخيرة للجماعات المتطرفة؛ حُظرت بي إن من مواصلةِ بيع اشتراكاتها داخل المملكة العربية السعودية كما حُظرت قنواتها لفترة قصيرة في دولة الإمارات العربية المتحدة.
بعد بضعة أشهر؛ ظهرت بي آوت كيو التي أعادت بثّ حُزم قنوات بي إن باعتبارها قنوات خاصة بها من خِلال تعويض شعار البي إن سبورتس بشعارٍ آخر خاصٍ بها. في البداية؛ وُزّعت الخدمة عبر الإنترنت قبل أن تمتدّ لتشملَ التلفاز الفضائي. لقد حصلت هذهِ الخدمة عند إطلاقها على دعمٍ على وسائل التواصل الاجتماعي وبخاصةٍ في تويتر كما شاركَ في حملة الدعم شخصيّات سعودية مرموقة على غِرار سعود القحطاني وهو أحد المُقرّبين من دوائر الحُكم في الرياض أفيدَ حينها أن الاشتراكات المرتبطة بالخدمة قد أصبحت متاحة على نطاق واسع في جميع أنحاء البلاد، مع اشتراك مجاني لمدة عام.
لم يُعرف بلد بث القناة على وجهِ التحديد؛ فبي آوت كيو قالتْ إنها مدعومة من قِبل «مستثمرين كولومبيين وكوبيين» دون أن تُحدّد هويتهم إلّا أن البلدين رفضا كل هذهِ المزاعم والادعاءات، بينما خلصت بي إن بعد «بحثٍ مُعمّق» إلى أن قمر عرب سات متورطٌ في البث غير القانوني للشبكة لكنّ القمرَ نفى باستمرار تورطه في هذه القضية.
وفي 16 يونيو 2020، أصدر فريق التحكيم الخاص بمنظمة التجارة الدولية تقريره للفصل في الدعاوى المرفوعة من قطر ضد السعودية، حيث أسقط خمسة دعاوى من أصل ستة تضمنتها الدعوى القطرية التي رُفعت في 2 أكتوبر 2018، فيما خلص في نهاية تقريره إلى استنتاج واحد يتصل بتقديم الإجراءات القضائية الخاصة بالملكية الفكرية، ولم يُضمّن الفريق في توصيته أي إجراءات محدّدة، خاصة وأن الاستنتاج لا يُعدُّ نافذًا في ظل تقديم استئناف من قبل السعودية بشأنه. ونفت المنظمة في معرض تقريرها وجود أي دلائل حول انطلاق عمليات بث بي آوت كيو من أراضي السعودية، مؤكدة أن الإجراءات التي اتخذتها السعودية ضد قطر مبررة لحماية مصالحها الأمنية، وذلك وفقًأ لمادة الاستثناءات الأمنية في اتفاقية المنظمة، التي تنص على: «إمكانية اتخاذ الدولة العضو إجراءات تعتبرها ضرورية لحماية مصالحها الأمنية الأساسية في حالة وجود حالة طوارئ في العلاقات الدولية بينهما.»

## وصلات خارجية
- موقع مجموعة بي ان (بالعربية)
- موقع بي إن سبورت الرسمي (بالعربية)
- للبث الحي (بالعربية)
- وصلة جدول البث بي ان (بالعربية)
- موقع مجموعة بي ان (بالإنجليزية)
- بي إن سبورت الرسمي (بالإنجليزية)
- للبث الحي (بالإنجليزية)
- وصلة جدول البث بي ان (بالإنجليزية)